# 藤原祐寛
藤原 祐寛（ふじわら すけひろ、生没年不詳）とは、江戸時代の浮世絵師。

## 来歴
師系・経歴不明。作画期は享和の頃で画風は鳥文斎栄之風とされている。作に「芸妓図」（絹本着色、東京国立博物館蔵）が知られる。『原色浮世絵大百科事典』では「祐寛」の読み方に「ゆうかん」とも記す。